# Пруси (Малопольське воєводство)
Пруси (пол. Prusy) — село в Польщі, у гміні Коцмижув-Любожиця Краківського повіту Малопольського воєводства.
Населення — 742 особи (2011).
У 1975-1998 роках село належало до Краківського воєводства.

## Демографія
Демографічна структура станом на 31 березня 2011 року:
|          | Загалом | Допрацездатний вік | Працездатний вік | Постпрацездатний вік |
| -------- | ------- | ------------------ | ---------------- | -------------------- |
| Чоловіки | 335     | 65                 | 230              | 40                   |
| Жінки    | 407     | 59                 | 266              | 82                   |
| Разом    | 742     | 124                | 496              | 122                  |